# Vasvári Csaba (jogász)
Vasvári Csaba (?) magyar jogász, büntető ügyszakos címzetes törvényszéki bíró, a Pesti Központi Kerületi Bíróság csoportvezető bírája, az Országos Bírói Tanács tagja.

## Tanulmányai
Diplomáját 1999-ben szerezte a Pécsi Tudományegyetem Állam- és Jogtudományi Karán. 2003-ban "kitünő" eredménnyel jogi szakvizsgát tett, majd a Pesti Központi Kerületi Bíróságra nevezték ki bírósági titkárnak.

## Szakmai tevékenysége
2004. december 1-jén nevezte ki a köztársasági elnök bíróvá. Kijelölése alapján a fiatalkorúak ügyeiben és a korábbi büntetőeljárási törvény szerint meghatározott, a gazdálkodás rendjét sértő bűncselekmények miatt indult ügyekben is jogosult eljárni.
A 2006 őszi budapesti zavargások után Vasvári perbíróként járt el több esetben. Egy nagy figyelmet kapott ügyben a rendőrség által összevert, 23 éves Dukán Dánielt két és fél év letöltendő börtönbüntetésre ítélte hivatalos személy elleni erőszak bűntettéért, holott az ügyészség is csak egy év szabadságvesztést kért a vádlottra garázdaság miatt. Dukánt másodfokon is elítélték, illetve elvesztette a rendőrség ellen indított kártérítési perét is. Egy másik eljárásban azonban 2 millió forintot ítélt meg számára a Fővárosi Itélőtábla. A Vasvári által elítélt személyeket a 2013-ban hatályba lépett semmisségi törvény alapján rehabilitálták. 
Nevezetesek a szakmai-politikai szerepvállalásai, ezen belül is elsősorban az OBT és az OBH szembenállásából adódó ügyekben való kiállásai. 2017 októberében Handó Tünde, az OBH elnöke vitatott módszerrel akadályozta meg az eredményes pályázatát és az áthelyezését a Fővárosi Ítélőtáblára. Handó Tünde két esetben is eredménytelenné nyilvánította azokat az álláspályázatokat, amelyeken a Fővárosi Ítélőtábla Bírói Tanácsa - a Büntető Kollégium támogatását is figyelembe véve - őt sorolta első helyre. Emiatt munkaügyi pert indított Handó Tünde ellen, amit első fokon meg is nyert, ugyanis a Budapest Környéki Közigazgatási és Munkaügyi Bíróság kimondta, hogy Handó Tünde egyértelműen visszaélt a jogával. Másodfokon azonban a Györi Törvényszék hatályon kívül helyezte az ítéletet és megalapozatlanság miatt megszüntette a Vasvári által indított eljárást.
Az elsőfokú ítélet gyors eredményét a kormánypárti sajtó személyes kapcsolatokkal magyarázta, emellett az OBT működését törvénytelennek nevezte. Utóbbi cikkben a Magyar Idők (ma Magyar Nemzet) Vasvári Csaba és Vadász Viktor bírókat nevesíti, előbbit azzal vádolja, hogy ítélkezési tevékenysége mellett csak névleg látja el igazgatási feladatait, az ezért járó fizetést pedig jogtalanul veszi fel. A cikk valótlan állításai miatt Vasvári Csaba pert indított, amely végeredményeként a Magyar Időket elmarasztalták és sérelemdíj megfizetésére kötelezték.
2019. július 15-én Vasvári Csaba védői indítványra felfüggesztett egy büntetőügyet,  összesen 5 kérdést feltéve az Európai Unió Bíróságának, melynek vizsgálnia kellett azt, többek között, hogy Handó Tünde tevékenysége összefér-e az uniós joggal. A Legfőbb Ügyészség e hónap 19-én rendkívüli jogorvoslati indítvánnyal fordult a Kúriához, mert szerintük az előzetes döntéshozatali kérelem nem jogszerű. A Kúria kimondta, hogy Vasvári az eljárás szempontjából irreleváns kérdéseket tett föl. Az OBH fegyelmi eljárást indított Vasvári ellen. Az ügyben az Európai Unió Bírósága megállapította, hogy Vasvárinak a magyar bírósági szervezetre vonatkozó kérdései nem befogadhatóak, azonban a konkrét kérdésekben (a tolmács használatának szabályozása megfelelő-e, bíró kérhet-e előzetes döntéshozatalt) Vasvári Csabának adott igazat.
2022-ben azt nyilatkozta a The Guardiannek, hogy a magyar kormányzat beleszól az igazságszolgáltatás működésébe, veszélyeztetve annak függetlenségét.

## Díjai, elismerései
- Dr. Vathy Ákos Alapítvány kuratóriumának díja (2009)[2]